# Мидия
Ми́дия (др.-греч. Μηδία, др.-перс. 𐎶𐎠𐎭(Māda), аккад. Mādāya, др.-арм. Մարք (Mark‘), др.-арм. Մարաստան (Marastan)) — древнее ираноязычное государство на Ближнем Востоке, а также древняя этногеографическая область на западе современного Ирана, от южного берега реки Аракс и гор Эльбурс на севере до границ Персиды (Фарса) на юге и от гор Загроса на западе до пустыни Деште-Кевир на востоке.
Мидийское царство существовало в 670 до н. э. — 550 до н. э. и в годы своего расцвета было гораздо шире границ этнической Мидии: она включала большую часть Ирана, северную Ассирию и часть Армении (соответствуют значительной части современного Восточного Курдистана а также, по предположению И. М. Дьяконова, территории современного Азербайджана).
Другое название племён Мидии — арии (Геродот. VII, 62); есть предположение, что это их самоназвание. В священном писании мидян пишется о «Стране ариев» (авест. Airyanam Dahyunam).

## История
Ираноязычные племена мидян известны в истории с начала IX века до н. э., когда они переселились из Средней Азии (по другой версии, с Северного Кавказа вокруг Каспийского моря) в Иран.
О Мидии известно из в значительной степени фрагментированного текста ассирийского царя Саргона II. В 713 году до н. э. он совершили поход вглубь Мидии, поводом для чего послужило изгнание ассирийского наместника. Во время этой кампании был разорён ряд восточных областей страны. Арбак назван правителем Арнасии, уплачивавшим впоследствии дань Ассирии. Некоторые исследователи также связывают с деятельностью Арбака ряд событий, происходивших во времена Ашшурбанипала. По замечанию востоковеда И. М. Дьяконова, царство, созданное Дейоком, «государственным объединением Мидии, как это рисует Геродот, ещё не было».
Вскоре после этого Мидией стала править местная династия, основателем которой был судья Дейок. Его сын Фраорт смог захватить Персию, а при его внуке — Увахшатре (греч. Киаксар) — мидяне завоевали совместно с вавилонянами огромную Ассирийскую державу. При этом Мидии отошла Северная Месопотамия. Вслед за тем Увахштра покоряет Урарту и нападает на мелкие царства восточной Малой Азии. После длительной войны он удачно делит с Лидией Анатолию по реке Галис (Кызыл-Ырмак). Таким образом к концу царствования Увахшатры мидяне оказываются на вершине могущества, владея всем нынешним Ираном, Армянским нагорьем, Северной Месопотамией и восточной частью Малой Азии.
Столицей Мидии был город Экбатана (ныне Хамадан). Царь мидян носил титул «Царя царей», что, впрочем, отражало не вселенские притязания (как это стали истолковывать позже), а тот факт, что он изначально был «первым среди равных» — то есть все прочие цари были вассалами Мидийского царя. Сын Увахшатры, Иштувегу (др.-греч. Астиаг), попытался укрепить царскую власть, что подвигло вельмож стать в оппозицию Астиагу. Около 550 до н. э. Мидия была завоёвана персидским царем Киром II, как говорят предания, при активной помощи недовольных Иштувегу вельмож Мидии. Персы были родственны мидянам. Сам Кир по матери принадлежал к их Мидийскому царскому роду (он был внуком Иштувегу), и мятежные вельможи рассматривали победу персов лишь как государственный переворот. Однако их надежды были обмануты: в течение одного поколения мидяне были оттеснены от всех значительных постов и могли занимать лишь второстепенные должности в мировой державе Ахеменидов. Сама же Мидия была превращена в одну из рядовых сатрапий и платила дань персам наряду с прочими покорёнными народами. Впрочем, Экбатана продолжала считаться одной из столиц персидских (а затем парфянских) царей, где они предпочитали проводить знойные летние месяцы.
После смерти Александра Македонского последний сатрап Мидии Атурпатак (Атропат) провозгласил себя царём на севере своей бывшей сатрапии, в районе озера Урмия, основав таким образом государство «Малая Мидия», иначе «Мидия Атропатена», или просто «Атропатена». От слова «Атропатена» возник позже топоним «Азербайджан».

### На различных картах
- На карте XVIII века. (Г. Молль и К. Верден)[11].

## Культура
Мидяне были очень близки к персам и по языку, и по религии, и по обычаям. Они носили длинные волосы и бороды. Как и персы и все иранцы, они носили штаны, короткие сапожки и на поясе — акинак (среднее между длинным кинжалом и коротким мечом), бывший отличительным признаком вольного мужчины. В отличие от персов, они надевали не узкие куртки, а длинные свободные одеяния с большими рукавами (их быстро переняла персидская знать и презирали греки, считая «женскими»). От персов их также отличал особый вид головных уборов.
Пехотинцы мидян были вооружены короткими копьями и плетёными, обтянутыми кожей щитами. Но в отличие от персов, сражавшихся в пешем строю, мидяне славились своей кавалерией. Царь мидян сражался в центре войска, стоя в ассирийской колеснице (обычай, перенятый персами). Как и все иранские народы, мидяне использовали пластинчатые доспехи, покрывавшие и всадников, и коней.

## Религия
Среди мидян более, чем среди персов, был развит чистый зороастризм, возможно, бывший государственной религией при Иштувегу. Название зороастрийских священнослужителей, мобед, связывается с названием одного из племён Мидии, из которого предположительно изначально происходили служители этого культа.
В Мидии был распространён культ почитания богини плодородия Ардвисуры Анахиты. В главном городе Мидии Экбатане находился храм богини Анахиты (у греческих авторов — Анаитис). Страбон, римский историк I в. до н. э., ссылаясь на древнегреческого историка V в. до н. э. Геродота, упоминает обычаи ритуальной проституции и рассказывает, что мидийские женщины, служа в храмах Ардвисуры Анахиты, предаются разврату. При этом они так ласково обращаются со своими любовниками, что не только оказывают им гостеприимство и обмениваются подарками, но нередко дают больше, чем получают, так как они происходят из богатых семей, снабжающих их для этого средствами. Впрочем, они принимают любовниками не первых встречных из чужеземцев, но преимущественно равных себе по общественному положению".

## Мидийский язык
Вопрос о мидийском языке спорный. Одни учёные принимают существование единого мидийского языка; другие отрицают это, считая, что мидяне говорили на нескольких диалектах, которые наряду с персидским диалектом составляли единый древнеиранский язык. Это аргументируется тем, что языки, которые можно считать потомками мидийского (северо-западные арийские языки: курдский, талышский, тати и прочие), не демонстрируют необходимой степени родства. Во всяком случае, априори можно полагать, что общим языком в Мидии был диалект Экбатанского округа (по общему правилу, согласно которому государственный язык — это, за немногими исключениями, язык столицы и двора).
Письменность, несомненно, существовала, но памятников её не обнаружено. Замечательно, что клинописное письмо, которым записаны у персов тексты на персидском языке, представляет собой приспособленную к персидскому языку урартскую клинопись — следовательно, она могла попасть к персам только через мидян. Мидийское происхождение (по особенностям произношения) обнаруживают также некоторые слова древнеперсидского языка, относящиеся к социальной и государственной сфере, например слово «сатрап».

## О крылатой фразе про «историю мидян»
На рубеже XIX—XX веков выражение «история мидян темна и непонятна» вошло в оборот в Российской империи, как одна из популярных крылатых фраз, употребляемых в качестве шутливой характеристики малосодержательного, бестолкового повествования. Источником этого фразеологизма был один из устных рассказов, с которыми выступал на русской сцене прозаик, рассказчик и актёр И. Ф. Горбунов (1831—1895). В основе этого рассказа артиста была фраза из гимназического учебника по истории того времени

Учитель истории диктует в классе:
«История мидян… история… мидян… точка и подчеркнуть.
С новой строки: введение в историю мидян. Точка и подчеркнуть.
С красной строки: история мидян… история мидян… темна и непонятна… темна и не-по-нятна.
С красной строки: конец истории мидян. Точка и подчеркнуть»— Ашукин Н. С., Ашукина М. Г. Крылатые слова
В некоторых случаях использование этого крылатого выражения отталкивается от саркастически-буквальной трактовки утверждения о якобы непонятности истории мидян: «В 90-х годах в Сумах были лица, помнившие Горева мальчиком и считавшие его земляком. Некоторые актеры говорили, что Горев — сын театрального парикмахера. Таким образом, происхождение Горева и темно и загадочно, как история мидян».